# 王永吉 (天启五年进士)
王永吉（1600年1月11日—1659年3月28日），字修之，一字六謙，號鐵山，江南高郵人，明末清初政治人物。天啟乙丑進士，崇禎末官至薊遼總督。明亡仕清，累官吏部尚書。卒諡文通。

## 生平

### 明时期
王永吉少敏而好學，善於思考。天啟五年（1625年）進士，任大田、仁和二縣知縣，為官清廉，因忤執政左官，量移饒州府推官，遷戶部郎中。崇禎十五年（1642年），擢升為都察院右僉都御史巡撫山東，譽滿京華。知兵事，官至薊遼總督。李自成陷北京前夕，崇禎急調王永吉、遼東總兵吳三桂、昌平總兵唐通及山東總兵劉澤清等率兵入京勤王。明亡後降清。

### 清时期
順治二年（1645年），经宋權推荐任大理寺卿。順治四年（1647年）任工部侍郎，順治八年（1651年）任戶部侍郎。順治十年（1653年）升兵部尚書。次年與刑部尚書覺羅巴哈納等會同賑濟直隸八府。同年轉都察院左都御史，擢秘書院大學士。不久即因在兵部時“讞未當”，左遷倉場侍郎。順治十二年（1655年），重新授予國史院大學士，不久加太子太保，領吏部尚書。
順治十四年（1657年）夏，旱，上疏請求清理監獄，釋放犯人，獲准。不久，因地震上疏引咎，被責為“博虛名”。次年，其侄樹德科場買通關節事發，左遷太常寺少卿，又遷左副都御史。順治十六年（1659年）卒。順治帝念其“勤勞素著”，命予以優恤，追贈少保兼太子太保、吏部尚書，諡文通。

## 家庭
有子王明德。